# Hovskägg

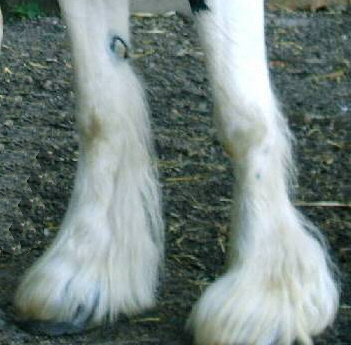
Hovskägget på denna Tinkerhäst är ganska tjockt och kraftigt

Hovskägg kallas den behåring som sitter längst ner på hästarnas ben. Ibland kan det vara kraftigt och tjockt och täcker hovarna helt, medan det hos en del hästar bara är små tofsar. De flesta hästar har dock inget hovskägg alls.
Tillsammans med hästens man och svans räknas hovskägget som hästens skyddshår. Dock brukar många raka av hovskägget, då det är lätt att få olika åkommor i karlederna bakom hovskägget. Det är lätt att smuts ligger och skaver då det inte är lätt att hålla kraftigt hovskägg rent.